# Volo Henan Airlines 8387
Il volo Henan Airlines 8387 era un collegamento nazionale operato da Henan Airlines da Harbin a Yichun, in Cina. La notte del 24 agosto 2010, l'Embraer E190 che operava sulla rotta precipitò durante l'avvicinamento all'aeroporto di Yichun-Lindu, a causa della nebbia. 44 delle 96 persone a bordo rimasero uccise. È stata la seconda perdita di un esemplare di questo tipo e il primo incidente mortale che ha coinvolto un Embraer 190.
Il rapporto finale dell'inchiesta, pubblicato nel giugno 2012, concluse che l'equipaggio di volo non aveva rispettato le procedure di sicurezza per le operazioni in bassa visibilità.

## Aereo ed equipaggio
L'aeromobile coinvolto era un Embraer E190 LR, un bimotore a reazione registrato in Cina B-3130. Era stato costruito in Brasile nel 2008, con il numero di serie del costruttore 19000223, e consegnato alla compagnia aerea nel dicembre 2008. Al momento dell'incidente, l'aereo aveva volato per 5 109 ore e completato 4 712 cicli di volo.
Il comandante era il quarantenne Qi Quanjun e il primo ufficiale il ventisettenne Zhu Jianzhou. Il rapporto finale non riportava l'esperienza dell'equipaggio di volo.

## Aeroporto e condizioni meteo
L'aeroporto di Yichun-Lindu, nella provincia di Heilongjiang, ha una pista lunga 2,3 km e larga 45 m, abilitata a operare con aerei di linea a corridoio singolo come Airbus A320 e Boeing 737. L'aeroporto è entrato in funzione il 26 agosto 2009, un anno prima dell'incidente. Il giorno dell'incidente l'aeroporto aveva due controllori di volo, entrambi in buona salute e qualificati. Il rapporto finale confermò inoltre che tutte le procedure di sicurezza erano state eseguite correttamente, che le apparecchiature di navigazione e comunicazione dell'aeroporto funzionavano correttamente e che la pista era agibile.
L'aeroporto è situato in una valle, con un'umidità relativa del 90% circa, soprattutto nel pomeriggio, dalle 17:00 alle 21:00. La rapida diminuzione della temperatura e la scarsa presenza di vento garantiscono un'alta qualità dell'aria. Il rapido abbassamento della temperatura e la scarsità di vento creano le condizioni per una formazione di nebbia nota come "nebbia da irraggiamento", caratterizzata da una nebbia fitta e bassa che ha un impatto significativo sulle operazioni. Nel settembre 2009, un mese dopo l'inizio delle operazioni all'aeroporto di Yichun, la China Southern Airlines aveva deciso di non operare di notte in questo aeroporto a causa delle preoccupazioni sulla sicurezza delle operazioni.
La notte dell'incidente, l'osservatorio meteorologico dell'aeroporto emise bollettini che indicavano le condizioni di visibilità. Alle 19:00 la visibilità era di 1,0 km, mentre alle 21:00 era di 8,0 km. Alle 21:08 l'aeroporto emise un bollettino speciale che segnalava che la visibilità era ridotta a 2,8 km e stava diminuendo rapidamente.

## L'incidente
Il volo 8387 partì dall'aeroporto di Harbin alle 20:51; alle 21:10 l'aeromobile ottenne il bollettino meteorologico dall'aeroporto di Yichun e gli era stato comunicato che la visibilità era di 2,8 km. Alle 21:16, l'equipaggio venne avvisato della presenza di una fitta nebbia sull'aeroporto e nei dieci minuti successivi confermò un'altezza di decisione di 1 440 piedi (440 m) per un avvicinamento VOR/DME alla pista 30. Alle 21:28:19, il controllore dell'aeroporto comunicò al volo 8387 che, sebbene la visibilità verticale fosse buona, quella orizzontale era bassa. Alle 21:28:38, l'aeromobile sorvolò l'aeroporto e venne avvistato dal controllore aeroportuale. Alle 21:33 completarono una virata procedurale per l'avvicinamento; alle 21:36, l'autopilota venne disinserito. Alle 21:37, l'aeromobile scese all'altezza di decisione di 1 440 piedi (440 m) ma il pilota non riusciva a vedere la pista. Alle 21:38 iniziò l'avviso acustico di altitudine; nonostante l'equipaggio non vedesse la pista e avesse superato l'altezza di decisione, non eseguì un mancato avvicinamento e l'aereo toccò terra.
Secondo le osservazioni preliminari degli ufficiali di Yichun, l'aereo si spezzò mentre era in fase di atterraggio, intorno alle 21:36 ora locale (13:36 UTC), mentre l'aeroporto era avvolto dalla nebbia. L'aereo era atterrato a circa 1,5 km di distanza dalla pista, poi aveva preso fuoco. I rottami della fusoliera si fermarono a 700 metri dalla pista. Alcuni passeggeri fuggirono attraverso le fessure della fusoliera.
I dettagli dell'incidente non furono chiari nel periodo immediatamente successivo; un funzionario locale riferì che l'aereo si era spezzato in due durante l'atterraggio e che i passeggeri erano stati scaraventati fuori dal velivolo, anche se alcuni sopravvissuti dissero che era rimasto intatto fino a quando non si era fermato a poca distanza dalla pista.
Le indagini successive conclusero che il primo impatto avvenne con gli alberi, a 1 100 m dalla soglia della pista, alle 21:38:08. Successivamente, l'aereo colpì il suolo con il carrello principale, a 1 080 m dalla pista di atterraggio, percorrendo una distanza di 870 m fino all'impatto dei motori con il suolo. L'impatto provocò la rottura dei serbatoi dell'ala, con conseguente fuoriuscita di carburante e incendio. I sopravvissuti lasciarono l'aereo dalla porta dietro la cabina di pilotaggio e attraverso aperture nella fusoliera. Non fu possibile aprire le uscite di emergenza e nella cabina si accumulò una grande quantità di fumo. Il pilota, sopravvissuto all'incidente, non poté organizzare né condurre l'evacuazione dei passeggeri.

## Conseguenze
Iniziò immediatamente la ricerca dei sopravvissuti, anche se gli sforzi vennero ostacolati dalla fitta nebbia. Questa fase dell'operazione di salvataggio durò circa otto ore prima che il personale sulla scena iniziasse a rimuovere i rottami la mattina successiva all'incidente.
La Henan Airlines cancellò tutti i voli nei giorni successivi all'incidente e licenziò il direttore generale della compagnia. A livello nazionale, le compagnie aeree cinesi aumentarono i controlli di sicurezza in seguito all'incidente.
L'amministrazione per l'industria e il commercio della provincia di Henan annunciò giorni dopo l'incidente di aver revocato la registrazione del nome dell'impresa di Henan Airlines e aveva chiesto all'operatore aereo di ripristinare il nome originale di Kunpeng Airlines. L'amministrazione motivò la sua decisione con il fatto che il nome Henan Airlines aveva causato incomprensioni pubbliche e danneggiato notevolmente l'immagine della provincia, che non deteneva alcuna partecipazione nell'operatore aereo. Questa mossa venne immediatamente accolta dalle critiche dei media, che misero in dubbio la validità dell'interferenza dell'amministrazione con i diritti di Henan Airlines sulla scelta del nome. Venne inoltre rivelato che la provincia aveva offerto condizioni favorevoli per attirare l'operatore aereo ad adottare il suo nome attuale, celebrando poi la ridenominazione.
Il volo 8387 è stato l'ultimo incidente aereo mortale in Cina fino all'incidente del volo China Eastern Airlines 5735, che si è schiantato quasi 12 anni dopo, uccidendo tutti i 132 passeggeri e l'equipaggio.

## Le indagini
Sia l'Amministrazione dell'aviazione civile della Cina che il costruttore dell'aereo, Embraer, inviarono squadre di investigatori sul luogo dell'incidente. Il National Transportation Safety Board statunitense nominò un rappresentante accreditato, poiché i motori General Electric CF34 dell'aereo erano prodotti negli Stati Uniti. I registratori di volo vennero recuperati sulla scena e inviati a Pechino per essere analizzati.
All'inizio dell'inchiesta, l'attenzione si concentrò sulle qualifiche del pilota, poiché era emerso che un centinaio di piloti che volavano per la Shenzhen Airlines, la compagnia madre della Henan Airlines, avevano falsificato le loro dichiarazioni di esperienza di volo.
Gli investigatori dell'Amministrazione statale per la sicurezza sul lavoro conclusero che il comandante, durante il suo primo volo verso Yichun, aveva disattivato l'autopilota e si era avvicinato alla pista coperta dalla nebbia, nonostante la visibilità di 2 800 metri (9 200 ft) fosse inferiore al minimo di 3 600 metri (11 800 ft). Inoltre, l'equipaggio era sceso al di sotto della quota minima di discesa nonostante non fosse stato stabilito il contatto visivo con la pista.
L'equipaggio non iniziò nemmeno un mancato avvicinamento quando le chiamate dell'altimetro radio indicavano che l'aeroplano era vicino al suolo e la comunicazione e la cooperazione all'interno dell'equipaggio erano insufficienti, nonostante i rischi di sicurezza noti in quell'aeroporto.
Il 25 dicembre 2014, il capitano Qi venne condannato a tre anni di carcere per il suo ruolo nell'incidente. Tuttavia Qi fece appello alla decisione il giorno successivo; il suo avvocato dichiarò che la sentenza era "troppo dura" e che Qi "non era l'unica persona responsabile dell'incidente".